# Petalocephala baluchestanica
Petalocephala baluchestanica är en insektsart som beskrevs av Dlabola 1981. Petalocephala baluchestanica ingår i släktet Petalocephala och familjen dvärgstritar. Inga underarter finns listade i Catalogue of Life.